# ペルティエ素子

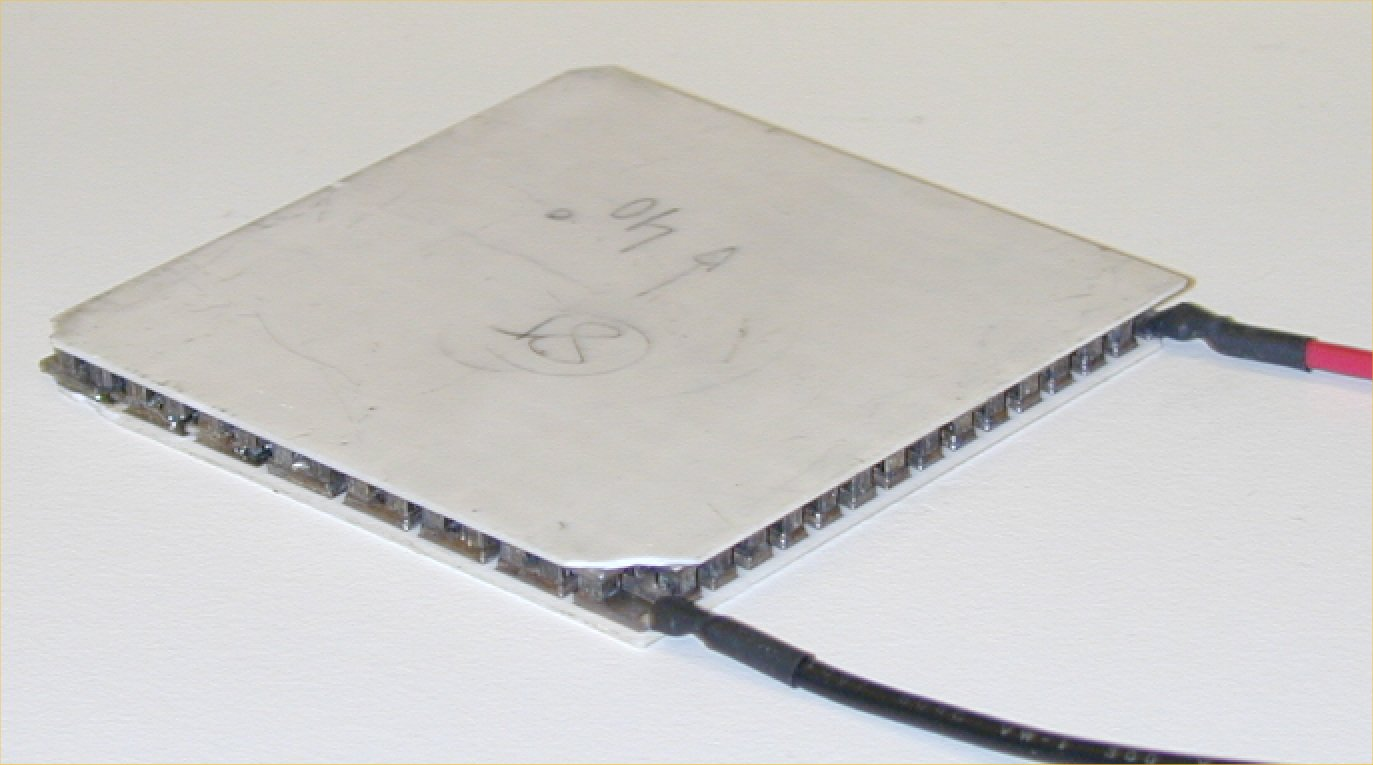
ペルティエ素子

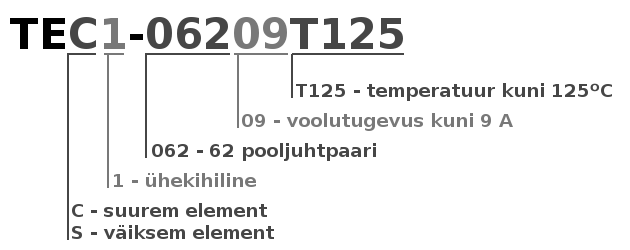
ペルティエ素子の型番説明。Thermoelectric、サイズ（S:スモールサイズ、C:標準サイズ）、ステージ数（何段重なっているか）‐ 3桁のカップル数(何対のPN接合があるか)、2桁の表示は最大電流、最後のT3桁は使用最大温度。

ペルティエ素子（ペルティエそし、英: Peltier device）とは、ペルティエ効果を応用した熱電素子（電子部品）である。電力を消費して熱を移動させる機能を持ち、冷却装置に使用される。
名前の由来は、その原理を発見した物理学者、ジャン＝シャルル・ペルティエにちなむ。ペルティエ、ペルチエは文献で使用されていたが、2006年の時点でペルチェの表記が増え、ペルティエ、ペルチエは減少傾向となっている（ノート:ペルティエ効果）。
サーモ・モジュールという表記もある。
ヒートポンプと同様に、移動された熱は素子の放熱側にて、ヒートシンクや排熱ファンなど別の放熱機構を併用することで外気などへ熱を捨てる必要がある。

## 原理

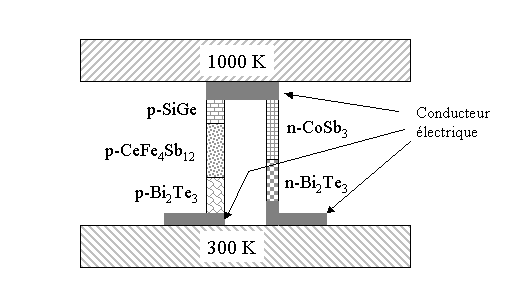
ペルティエ素子の構造例。上下の放熱板の間に、金属電極とp型およびn型半導体がπの字型に交互に連結されている。

2種類の金属の接合部に電流を流すと、片方の金属からもう片方へ熱が移動するというペルティエ効果を利用した板状の半導体素子。直流電流を流すと、一方の面が吸熱し、反対面に発熱が起こる。電流の極性を逆転させるとその関係が反転する。
吸熱量Qcは次式で表される：
{\displaystyle Q_{c}=\pi _{c}I-{\frac {1}{2}}RI^{2}-K\Delta T}
ここで、πc = (αp-αn)Tcはペルティエ係数、αp, αnはゼーベック係数、Tcは素子の低温側温度、Rは抵抗、Iは電流、Kは熱コンダクタンス、ΔTは高温側と低温側の温度差である。
素子の性能は最大吸熱量Qmax、最大電流Amax、最大電圧Vmaxで表される。印加電圧が大きくなると発熱量が増えて冷却効率が悪くなるため、最大電圧の50-60%が最適電圧といわれる。
材料としてはp型およびn型のビスマステルル系半導体などが用いられる。
複数重ねることで熱の移動量を増やせる。
電流で温度を制御することとは逆に、温度差を与えることで電圧を生じさせることもできる。これをゼーベック効果という。

## 応用
コンピュータのCPU冷却、車などに乗せる小型冷温庫、医療用冷却装置などに使用されている。通常使われる素子の占有面積は0.1-100 mm2、吸熱量は0.5-1000 W程度である。

### 利点
家庭用の電気冷蔵庫やエアコンに使用される逆カルノーサイクルを使う冷却方法と比較して、以下の特長がある。
- 装置の体積が小さく装置の小型化が容易
- 騒音・振動を発生せず、自身の構造も振動に強い
- 電流の制御により吸熱を精密にコントロールでき、高精度・高応答性の温度制御に適している（半導体レーザーの精密温度調など）
- 設置条件を変えることなく、極性だけを変えることで加熱にも使用可能

### 欠点
- ヒートポンプ等と比較して冷却効率は劣る[3]
- 素子自らの発熱量（消費電力に対応）が少なくない。冷却メカニズムとしては電力効率が悪い[要出典]
- 吸熱側で吸収した熱と消費電力分の熱が放熱側で発熱するため、この放熱側を他の熱交換機を使用し外気などへ放熱し冷却する必要がある[3]
- 熱交換とは異なり熱移動であるため、排熱側の十分な冷却を行わないまま負荷をかけ続けると、吸熱側の冷却効率が落ちるばかりでなく素子自体が破損・焼損することがある[要出典]
- はんだ付けなどで組み立てられている場合、加熱・冷却を繰り返す際に破損するおそれがある[3]
- 加熱のみで使用する場合は他の電気加熱方式と比較して電力効率が低い。

## 製造メーカー
- KELK（日本）
- アイシン（日本）
- 岡野電線（日本）
- クレオサーモ（ロシア）
- ジーマックス＝旧フジタカ（日本）
- ノルド（フェローテックホールディングス（日本）子会社）（ロシア）
- フェローテックマテリアルテクノロジーズ（日本）
- マーロー（アメリカ）
- メルコア（アメリカ）
- ヤマハ（日本）
- オーム電機（日本）
- 京セラ（日本）
- 海渡電子(日本)